# L'Aiglon
L'Aiglon è un dramma in sei atti, in versi alessandrini, di Edmond Rostand, pubblicato nel 1900, sulla vita del figlio di Napoleone e di Maria Luisa.

## Storia
L'opera è incentrata sulla figura di Napoleone II di Francia, definito in francese l'aiglon (l'aquilotto) da un poema di Victor Hugo, ritratto come un erede sfortunato alla ricerca di una propria identità sulla scia del culto del padre. Rostand, di famiglia filobonapartista e sposato con la nipote di un esponente dell'esercito imperiale, si inserisce in un filone di opere collaudate dove veniva elogiata la figura di Napoleone e di suo figlio, morto a Vienna troppo giovane per poter esprimere le sue capacità.
La figura maschile di Napoleone II, detto Franz duca di Reichstadt dal titolo nobiliare che gli era proprio unito al diminutivo in lingua tedesca del suo secondo nome, François, era interpretata dalla celebre Sarah Bernhardt, la quale recitava ancora una volta en travesti. Tra gli altri interpreti, nella pièce che conta più di cinquanta attori, figuravano anche Lucien Guitry nel ruolo di Séraphin Flambeau, vecchio soldato del più celebre padre, André Calmettes in quello del principe di Metternich, Maria Legault in quello della Duchessa di Parma.
L'opera ebbe grande successo anche perché esaltò il sentimento nazionale di un pubblico animato dallo spirito della rivincita nei confronti della Prussia, che nel 1870 aveva sottratto alla Francia l'Alsazia e la Lorena: si respirò insomma in teatro il clima che sarebbe stato pochi anni dopo uno dei fattori della prima guerra mondiale.

## Struttura
Ognuno dei sei atti ha un titolo, e nello specifico:
- Les ailes qui poussent
- Les ailes qui battent
- Les ailes qui s'ouvrent
- Les ailes meurtries
- Les ailes brisées
- Les ailes fermées

Ambientato a Vienna e dintorni tra il 1830 e il 1832, il dramma si divide in due parti: nei primi tre atti l'aquilotto è consapevole dell'eredità del padre, cui più personaggi cantano le gesta, e nutre la speranza di poter anche lui regnare in Francia. Nella finzione teatrale il giovane, con l'aiuto di un veterano napoleonico, tenta di fuggire da Vienna, ma viene arrestato. Dal quarto atto in poi, in concomitanza con la coniugazione al passato dei verbi dei titoli degli atti, si manifesta l'impossibilità per Napoleone II di poter coronare il suo sogno e si fanno più forti le voci dei detrattori dell'imperatore corso, tra le quali spicca quella del principe di Metternich.
Nella scena conclusiva, sul letto di morte, il glovane Duca di Reichstadt rivive i ricordi della sua infanzia in Francia, rivede la culla in cui era stato salutato come Re di Roma, e chiede che gli si intoni una canzone francese, una delle nenie che gli cantava per addormentarlo  la sua nutrice madame Marchand. La madre, lacerata dal rimorso, chiede e ottiene il suo perdono. Il Duca mantiene fede sul letto di morte alla richiesta di suo padre di non dimenticare fino alla fine di essere nato principe francese, e muore invocando lui e la Francia. L'ultima battuta è di Metternich, che ha assistito impassibile alla scena, e dà l'ordine perentorio di rivestirlo con la divisa austriaca: «Gli rimetterete l'uniforme bianca!»

## Prima italiana
La prima rappresentazione in lingua italiana, nella traduzione di Mario Giobbe, è stata il 15 maggio 1903 presso il Teatro Nazionale di Roma dalla Compagnia Caimmi-Zoncada, con Gemma Caimmi nel ruolo del protagonista.

## Edizioni
- Edmond Rostand, L'Aiglon, traduzione di Mario Giobbe, Napoli, Luigi Pierro Editore, 1903
- Edmond Rostand, L'Aiglon, traduzione di Mario Giobbe, Milano, Bietti, 1945

## Adattamenti

### Cinema
- L'Aiglon - film del 1913 diretto da Émile Chautard[4]
- L'Aiglon - film del 1931 diretto da Viktor Turžanskij[5]

### Opera lirica
- L'Aiglon, libretto di Henri Caïn, musica di Arthur Honegger e Jacques Ibert, presentata all'Opéra de Monte Carlo l'11 marzo 1937.